# Tropidophara javana
Tropidophara javana är en insektsart som först beskrevs av Lethierry 1888.  Tropidophara javana ingår i släktet Tropidophara och familjen Dictyopharidae. Inga underarter finns listade i Catalogue of Life.